# Carol Emshwiller
Carol Emshwiller (Ann Arbor, Michigan, 1921. április 12. – Durham, Észak-Karolina, 2019. február 2.) amerikai író.

## Művei
- Joy in Our Cause: Short Stories (1974)
- Carmen Dog (1988)
- Verging on the Pertinent (1989)
- The Start of the End of It All (1990)
- Ledoyt (1995)
- Leaping Man Hill (1999)
- Report to the Men's Club and Other Stories (2002)
- The Mount (2002)
- Mister Boots (2005)
- I Live With You (2005)
- The Secret City (2007)
- The Collected Stories of Carol Emshwiller (2011)
- In The Time Of War & Master Of the Road To Nowhere (2011)

## Díjai
- World Fantasy díj (1990, The Start of the End of It All művéért, 2005, életműdíj)
- Nebula-díjas kisnovellák (2005, I Live With You művéért)